# Норман (Арканзас)
Норман (енгл. Norman) град је у америчкој савезној држави Арканзас.

## Демографија
По попису из 2010. године број становника је 378, што је 45 (-10,6%) становника мање него 2000. године.
| Група             | 2000.       | 2010.       |
| Белци             | 393 (92,9%) | 354 (93,7%) |
| Афроамериканци    | 0 (0,0%)    | 0 (0,0%)    |
| Азијати           | 4 (0,9%)    | 4 (1,1%)    |
| Хиспаноамериканци | 12 (2,8%)   | 8 (2,1%)    |
| Укупно            | 423         | 378         |